# Обстрел Белгорода 3 июля 2022 года
В результате обстрела Белгорода 3 июля 2022 года пять человек погибли (все из одной семьи) и ещё четверо ранены, а также несколько десятков жилых домов получили повреждения. Трое погибших — граждане Украины, бежавшие от войны из Харькова. Среди пострадавших есть ребёнок. Ранены, по предварительным данным, четыре человека, в том числе один ребёнок. Повреждения получили 11 или 21 многоквартирных и около 40 частных домов.
Российские системы ПВО сбили ракету над Белгородом, её обломки упали на территорию частного дома на улице Маяковского.
По предположению Conflict Intelligence Team, целью атаки Вооружённых сил Украины могли быть военные объекты и объекты нефтяной инфраструктуры: «Сценарий, который нам пока кажется наиболее вероятным, выглядит так: украинцы запустили ракеты, россияне в них попали, после чего те упали или полетели по изменившейся траектории из-за нарушения аэродинамических свойств, как минимум у одной сработала боеголовка».
Украинский телеграм-канал Ukraine Weapons Tracker считает, что целью ударов не были мирные жители, попадание по жилым домам произошло только из-за перехвата ракеты российской ПВО, которая сбивала ракеты, изменив их траекторию. Вероятно, сбитая украинская «Точка-У» изменила траекторию и попала в жилой район.
По словам официального представителя Минобороны России, удар был осуществлён украинской стороной. Игорь Конашенков заявил, что этот ракетный удар был спланирован и нанесён по мирному населению российских городов, добавив, что ПВО России сбила три кассетные ракеты «Точка У». Российской депутат Андрей Клишас назвал ракетные удары прямым актом агрессии со стороны Украины, которые требуют самого жёсткого, в том числе военного, ответа.
Министерство обороны Украины не взяло на себя ответственность за ракетные удары, заявив, что их «служба безопасности много раз перехватывала телефонные разговоры между российскими военнослужащими, которые доказывают, что иногда, чаще всего, эти виды активности … провокации со стороны России». Украинские власти также утверждают, что в обстрелянных многоэтажках застряли фрагменты ракет российской ЗРПК «Панцирь С1». По словам председателя общественного совета при Одесской областной государственной администрации Сергея Братчука, на вооружении ВСУ таких комплексов нет.
После взрыва в Белгороде митрополит Белгородский и Старооскольский Иоанн высказался за мир: «Мы смиренно молимся, чтобы усопшие обрели покой и чтобы раненые исцелились. Мы молимся о прекращении кровопролития, которое происходит на украинской земле, но которое сегодня пришло и в наши дома».